# Cień wilka
Cień wilka (ang. Shadow of the Wolf, tytuł alternatywny Agaguk) – francusko-kanadyjski dramat przygodowy z 1992 roku, w reżyserii Jacques’a Dorfmanna oraz Pierre’a Magnyego, na motywach powieści kanadyjskiego pisarza Yves’a Thériaulta, zatytułowanej Agaguk. Film był kręcony w Kanadzie: w Montrealu i w Saint-Bruno-de-Montarville w prowincji Quebec oraz na obszarze Terytoriów Północno-Zachodnich. Do owego czasu był to najdroższy film w historii kanadyjskiej kinematografii. Jego budżet wyniósł 31 milionów dolarów amerykańskich.

## Opis fabuły
Akcja filmu rozgrywa się w połowie lat 30. XX wieku. Film przedstawia wierzenia i zwyczaje kanadyjskich Inuitów oraz ich sposób życia. Opowiada historię Agaguka, syna wodza plemienia, Kroomaka. Agaguk wdał się w bójkę z handlarzem o nazwisku Brown, której motywem było to, że ten wykorzystał naiwność jego ojca, dokonując z nim niekorzystnej wymiany towarów. Brown ginie, natomiast Agaguk musi ratować się ucieczką przed prowadzącym śledztwo kanadyjskim stróżem prawa, Hendersonem. W tułaczce po bezdrożach arktycznej tundry towarzyszy mu jego żona, Igiyook.

## Obsada[1]
- Lou Diamond Phillips – Agaguk
- Jennifer Tilly – Igiyook
- Donald Sutherland – Henderson
- Toshirō Mifune – Kroomak
- Raoul Trujillo – Wielki Ząb
- Bernard-Pierre Donnadieu – Brown
- Qalingo Tookalak – Tulugak
- David Okpik – Pualuna
- Tamussie Sivuarapik – Korok
- Jobie Arnaituk – Nayalik
- Nicholas Campbell – Scott